# Kjeld Nuis
Kjeld Nuis (* 10. November 1989 in Leiden) ist ein niederländischer Eisschnellläufer. Er gewann 2018 und 2022 drei olympische Goldmedaillen über 1000 Meter und 1500 Meter. Zudem ist er mehrfacher Weltmeister.
Nuis debütierte 2009 im Eisschnelllauf-Weltcup und gewann bei den Weltmeisterschaften 2011 mit Silber über 1000 Meter seine erste internationale Medaille. In den folgenden Jahren zählte er auf den Sprint- und Mittelstrecken durchweg zur internationalen Spitze: Zwischen 2013 und 2020 stand er fünfmal an erster Stelle der 1000-Meter-Gesamtwertung des Weltcups und führte zweimal die 1500-Meter-Rangliste an. Auf beiden Distanzen wurde er Einzelstreckenweltmeister und Olympiasieger. In den Niederlanden wurde Nuis nach seinen ersten beiden Olympiasiegen 2018 als Sportler des Jahres ausgezeichnet. 2019 erhielt er die Oscar Mathisen Memorial Trophy, nachdem er sowohl über 1000 Meter als auch über 1500 Meter einen Weltrekord aufgestellt hatte.

## Sportlicher Werdegang

### Trainingsgruppen
Als Kind verfolgte Nuis im Fernsehen die Erfolge des niederländischen Europa- und Weltmeisters Rintje Ritsma, die ihn dazu anregten, selbst mit dem Eislaufen anzufangen und mit sieben Jahren dem örtlichen Verein in Leiden beizutreten. 2007 war er Teil der von Wim den Elsen trainierten Regionalauswahl der Provinz Zuid-Holland. Über die niederländische Juniorennationalmannschaft Jong Oranje kam Nuis 2009 zu dem privaten Eisschnelllaufteam Control, das von Jac Orie betreut wurde. Er blieb in den folgenden elf Jahren Teil der durchgehend von Orie trainierten Mannschaft, die unter verschiedenen Sponsorennamen antrat (2012 bis 2014: Brand Loyalty, 2014 bis 2018: Team LottoNL-Jumbo, nach 2018: Team Jumbo-Visma). Im Frühjahr 2020 wechselte Nuis zu dem Team Reggebrogh unter Anleitung von Gerard van Velde und begründete den Schritt damit, dass er neue Trainingsimpulse gesucht habe.

### Nationale und internationale Erfolge

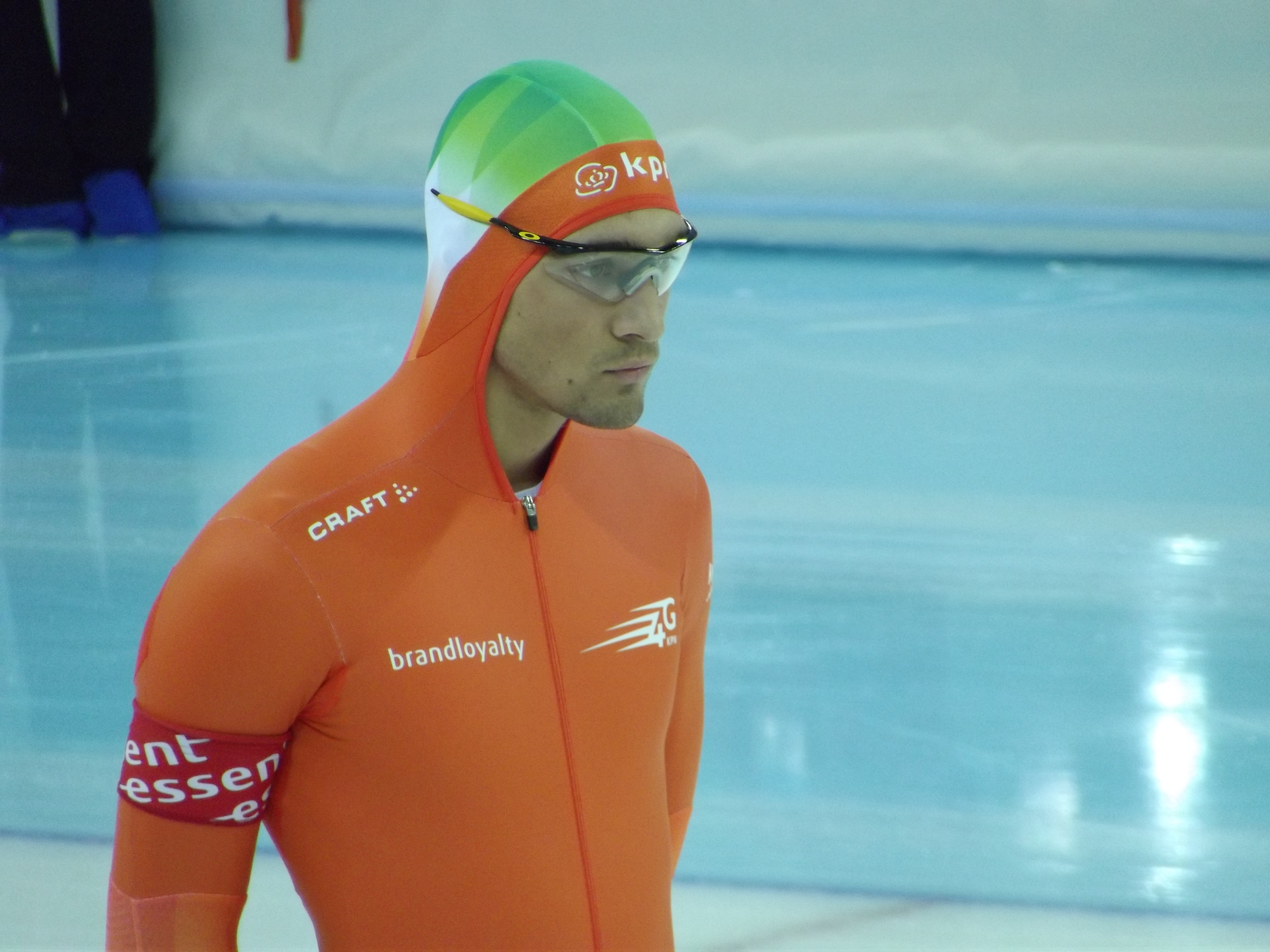
Nuis bei den Einzelstreckenweltmeisterschaften 2013

Nachdem er schon Anfang 2009 zwei Rennen im Junioren-Weltcup gewonnen hatte, debütierte Nuis im November 2009 im Eisschnelllauf-Weltcup der Erwachsenen. Bei der nationalen Qualifikation für die Olympischen Winterspiele 2010 in Vancouver belegte er über 1000 Meter den dritten Rang, fand aber keine Berücksichtigung im niederländischen Olympiakader, weil ihm der sechstplatzierte Jan Bos wegen besserer Vorergebnisse vorgezogen wurde. In den folgenden Jahren stieg Nuis zu einem der weltweit führenden 1000-Meter-Läufer auf: Sowohl bei den Weltmeisterschaften 2011 in Inzell als auch bei den Weltmeisterschaften 2012 in Heerenveen gewann er – einmal hinter Shani Davis aus den USA, einmal hinter seinem Teamkollegen Stefan Groothuis – auf der Kurzstrecke die Silbermedaille. Zudem entschied er im Dezember 2011 über diese Distanz sein erstes Weltcuprennen für sich und belegte im Winter 2012/13 den ersten Rang in der 1000-Meter-Weltcupgesamtwertung. Von 2013 bis 2016 wurde er viermal in Serie niederländischer Meister über 1000 Meter, auch über 1500 Meter gewann er in dieser Zeit zwei nationale Titel (2013 und 2016). In der Saison 2013/14 verpasste Nuis erneut die Qualifikation für das niederländische Olympiateam und nahm nicht an den Winterspielen 2014 in Sotschi teil. Auch als Reaktion darauf begann er in den folgenden Jahren die Zusammenarbeit mit einem Sportpsychologen, um besser mit Stresssituationen umzugehen.
Mitte und Ende der 2010er-Jahre gewann Nuis weitere Weltcuprennen und internationale Medaillen über 1000 Meter, 1500 Meter sowie im Sprint-Vierkampf: In der kombinierten Wertung aus zwei 500-Meter- und zwei 1000-Meter-Rennen stand er zwischen 2016 und 2019 viermal in Folge auf dem Podium der Sprintweltmeisterschaft mit zwei zweiten und zwei dritten Plätzen. Im gleichen Zeitraum triumphierte er jedes Jahr in der 1000-Meter-Gesamtwertung des Weltcups und holte weitere Siege in den Klassements über 1500 Meter (2016/17) sowie im Grand World Cup, der als übergeordnete Rangliste die Resultate auf den verschiedenen Strecken verrechnete. Nuis hatte bereits die Saison 2011/12 als Erster des Grand World Cups beendet; diesen Erfolg wiederholte er 2015/16 und 2016/17. Zu seinen stärksten Gegnern auf den Kurzstrecken gehörte der mehrmalige Sprint- und 1000-Meter-Weltmeister Pawel Kulischnikow. Bei den Einzelstreckenweltmeisterschaften 2017 im Gangneung Oval löste Nuis Kulischnikow als Weltmeister über 1000 Meter ab und gewann zugleich auch Gold über 1500 Meter. Damit errang er seine ersten beiden internationalen Titel. Ein Jahr später holte er auch bei den Olympischen Winterspielen 2018 in Pyeongchang zwei Goldmedaillen. Zunächst schlug er am 13. Februar über 1500 Meter seinen Teamkollegen Patrick Roest um 0,85 Sekunden, zehn Tage später hatte er im 1000-Meter-Wettkampf vier Hundertstelsekunden Vorsprung auf Håvard Holmefjord Lorentzen aus Norwegen. Nach Eric Heiden 1980 und Gaétan Boucher 1984 war Nuis der dritte Eisschnellläufer, der bei den gleichen Olympischen Spielen sowohl über 1000 Meter als auch über 1500 Meter gewann.
Im Februar 2019 wurde Nuis bei den Einzelstreckenweltmeisterschaften in Inzell zusammen mit Ronald Mulder und Kai Verbij Weltmeister im Teamsprint. Einen Monat später verbesserte er im Utah Olympic Oval von Salt Lake City sowohl über 1000 Meter als auch über 1500 Meter die bestehenden Weltrekorde auf 1:06,18 Minuten (1000 Meter) beziehungsweise 1:40,17 Minuten (1500 Meter). Mit Verweis auf diese Leistungen zeichnete der Osloer Schlittschuhklub Nuis im Juni 2019 mit der Oscar Mathisen Memorial Trophy aus. 2020 errang der Niederländer über 1500 Meter seinen insgesamt vierten Weltmeistertitel. Im Oktober des Jahres erkrankte er kurz vor Saisonbeginn an COVID-19 und hatte über weite Teile des Winters mit Trainingsrückstand zu kämpfen, gewann aber dennoch Silber über 1500 Meter bei den Einzelstreckenweltmeisterschaften 2021 im Thialf. Im Juni 2021 erlitt er als Nebenwirkung der COVID-19-Impfung eine Herzbeutelentzündung, kehrte aber nach einem Krankenhausaufenthalt schnell ins Training zurück. Bei den Olympischen Winterspielen 2022 in Peking wiederholte er über 1500 Meter seinen Olympiasieg in olympischer Rekordzeit von 1:43,21 Minuten vor Thomas Krol. Für das 1000-Meter-Rennen hatte sich Nuis intern nicht qualifiziert.

### Geschwindigkeitsrekorde
Seit Anfang der 2010er-Jahre wird Nuis von Red Bull gesponsert. Im Rahmen dieser Partnerschaft erreichte er im März 2018 in Luleå beim Eislaufen eine Geschwindigkeit von 93 Kilometer pro Stunde (km/h), was Red Bull als Geschwindigkeitsweltrekord vermarktete. Nuis lief bei der Aktion geschützt von einem Aero-Schild hinter einem Auto her.
Unter gleichen Bedingungen verbesserte er seine eigene Bestmarke vier Jahre später im März 2022 auf dem Binnensee Savalen in Tynset auf 103 km/h.

## Persönliches und Würdigung

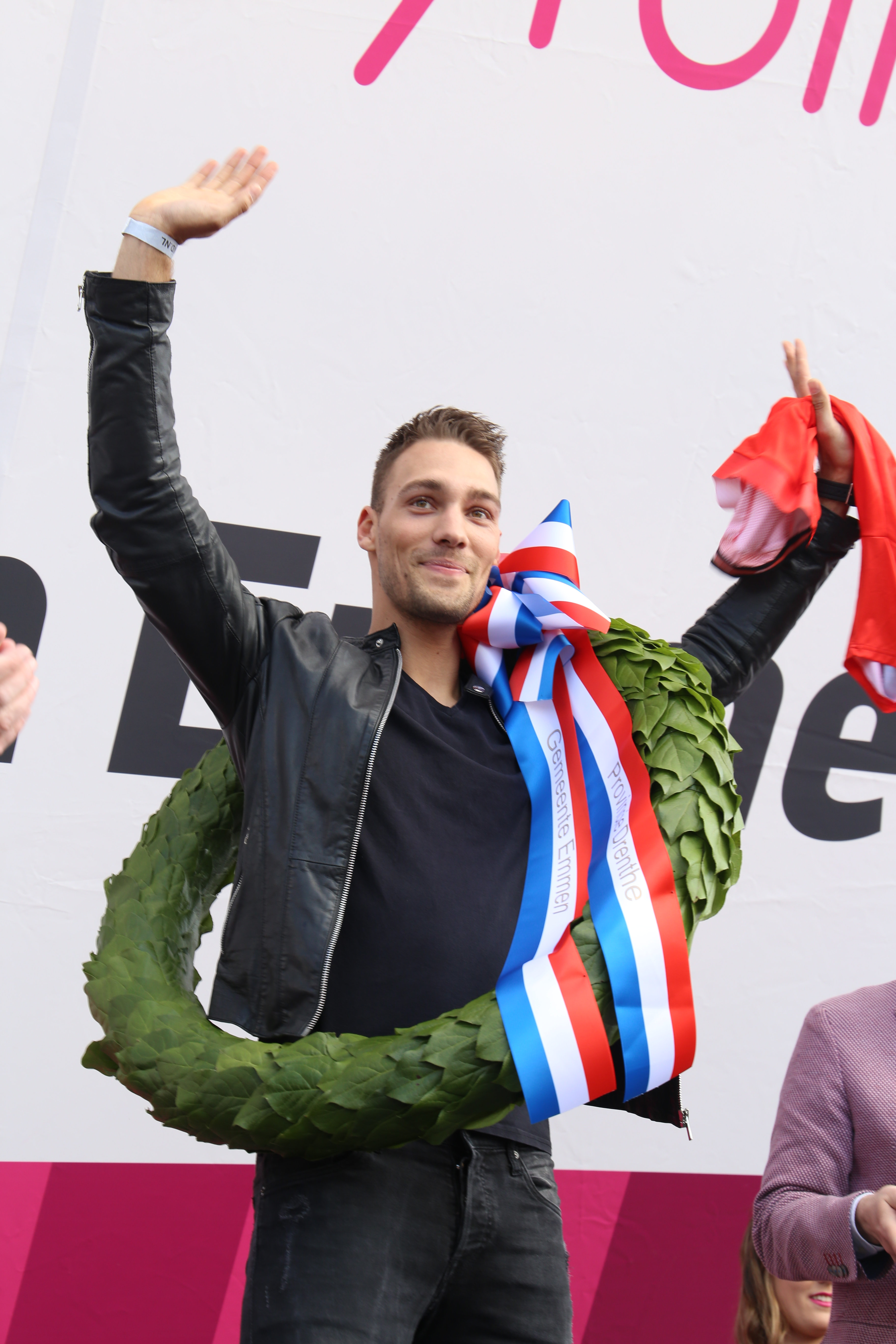
Ehrung von Nuis in Emmen 2017

Kjeld Nuis wuchs mit seinen Eltern und seinem jüngeren Bruder zunächst im Leidener Stadtteil Merenwijk auf. Als er zehn Jahre alt war, zog die Familie in die Gemeinde Zoeterwoude. Vor allem während seiner Grundschulzeit hatte Nuis Aufmerksamkeitsprobleme. Er galt als schnell überreizt und schwer zu kontrollieren. Zu seinem Ventil entwickelte sich das Inlineskaten: Nuis verbrachte viel Zeit im Rotterdamer Skatepark Skateland, wo er Inlineskatetricks übte. In späteren Interviews sagte er, dass er als Teenager viel gekifft habe. Damit habe er aber – auch auf Einwirken seines Vaters – aufgehört, als er der Eisschnelllauf-Regionalauswahl beigetreten sei und damit seine Laufbahn als Spitzensportler begonnen habe.
Zwischen 2014 und 2018 lebte Nuis in einer Beziehung mit der Miss World Netherlands 2011. Er ist Vater eines Sohnes (* 2016).
Nach seinen ersten beiden Olympiasiegen 2018 wurden Nuis mehrere Ehrungen in den Niederlanden zuteil: Er erhielt den Ard Schenk Award als Eisschnellläufer des Jahres, wurde als Ritter mit dem Orden von Oranien-Nassau ausgezeichnet und am Jahresende zum niederländischen Sportler des Jahres gekürt. Bei den Olympischen Winterspielen 2022 war er gemeinsam mit der Eiskunstläuferin Lindsay van Zundert Fahnenträger der niederländischen Mannschaft bei der Eröffnungsfeier.

## Persönliche Bestzeiten
Stand: 27. März 2022
| Distanz | Zeit        | Datum             | Ort            |
| ------- | ----------- | ----------------- | -------------- |
| 500 m   | 34,79 s     | 13. November 2015 | Calgary        |
| 1000 m  | 1:06,18 min | 9. März 2019      | Salt Lake City |
| 1500 m  | 1:40,17 min | 10. März 2019     | Salt Lake City |
| 3000 m  | 3:46,18 min | 11. Oktober 2014  | Inzell         |
| 5000 m  | 7:21,30 min | 1. Februar 2008   | Groningen      |

Nuis’ im März 2019 gelaufene persönliche Bestzeiten über 1000 Meter und 1500 Meter waren zugleich auch Weltrekord.

## Statistik

### Weltcupsiege im Einzel
| Nr. | Datum             | Ort                 | Disziplin |
| --- | ----------------- | ------------------- | --------- |
| 1.  | 4. Dezember 2011  | Heerenveen          | 1000 m    |
| 2.  | 16. November 2014 | Obihiro             | 1500 m    |
| 3.  | 7. Februar 2015   | Heerenveen          | 1000 m    |
| 4.  | 8. Februar 2015   | Heerenveen          | 1000 m    |
| 5.  | 20. November 2015 | Salt Lake City      | 1500 m    |
| 6.  | 5. Dezember 2015  | Inzell              | 1000 m    |
| 7.  | 12. März 2016     | Heerenveen          | 1000 m    |
| 8.  | 12. November 2016 | Harbin              | 1000 m    |
| 9.  | 19. November 2016 | Nagano              | 1000 m    |
| 10. | 10. Dezember 2016 | Heerenveen          | 1500 m    |
| 11. | 11. Dezember 2016 | Heerenveen          | 1000 m    |
| 12. | 27. Januar 2017   | Berlin              | 1500 m    |
| 13. | 28. Januar 2017   | Berlin              | 1000 m    |
| 14. | 11. März 2017     | Stavanger           | 1000 m    |
| 15. | 12. März 2017     | Stavanger           | 1500 m    |
| 16. | 20. Januar 2018   | Erfurt              | 1000 m    |
| 17. | 21. Januar 2018   | Erfurt              | 1000 m    |
| 18. | 17. März 2018     | Minsk               | 1000 m    |
| 19. | 24. November 2018 | Tomakomai           | 1500 m    |
| 20. | 25. November 2018 | Tomakomai           | 1000 m    |
| 21. | 16. Dezember 2018 | Heerenveen          | 1000 m    |
| 22. | 9. März 2019      | Salt Lake City      | 1000 m    |
| 23. | 10. März 2019     | Salt Lake City      | 1500 m    |
| 24. | 17. November 2019 | Minsk               | 1500 m    |
| 25. | 8. März 2020      | Heerenveen          | 1500 m    |
| 26. | 12. März 2022     | Heerenveen          | 1000 m    |
| 27. | 13. März 2022     | Heerenveen          | 1500 m    |
| 28. | 16. Dezember 2022 | Calgary             | 1500 m    |
| 29. | 10. Februar 2023  | Tomaszów Mazowiecki | 1500 m    |
| 30. | 17. November 2023 | Peking              | 1500 m    |
| 31. | 19. November 2023 | Peking              | 1000 m    |
| 32. | 1. Dezember 2023  | Stavanger           | 1000 m    |

| Nr. | Datum             | Ort                 | Disziplin    |
| --- | ----------------- | ------------------- | ------------ |
| 1.  | 18. November 2018 | Obihiro             | Teamsprint 1 |
| 2.  | 15. November 2019 | Minsk               | Teamsprint 2 |
| 3.  | 22. November 2019 | Tomaszów Mazowiecki | Teamsprint 3 |